# 香巴拉 (电影)
是2024年上映的劇情片，由明·巴哈杜尔·巴姆执导，巴哈杜尔与阿比纳什·比克拉姆·沙阿编剧，天列拉姆、索南多登、丹增达拉主演。电影是尼泊尔制片成本最高的电影，达1.5亿卢比（约合113万美元）。
电影由尼泊尔、法国、挪威、香港、台湾、土耳其、美国和卡塔尔联合制作，入选第74屆柏林影展主竞赛单元，争夺金熊奖，2024年2月23日在电影节首映，成为第一部入选大型电影节主竞赛单元的尼泊尔电影，也是近三十年来第一部入选柏林国际电影节主竞赛单元的南亚电影。电影代表尼泊尔参加第97届奥斯卡金像奖最佳国际影片奖角逐。

## 故事大纲
喜马拉雅的措姆山谷是盛行一妻多夫制的村落。新婚燕尔的藏族女子万玛有三个丈夫：扎西、噶玛和达瓦，噶玛和达瓦是扎西的兄弟。四人过着简单而平和的生活，直到有一天扎西离开家一个月，去拉萨一个月，结果在路上失踪。与此同时，邻居也开始怀疑刚怀孕的万玛有外遇。为了证明自己的清白，万玛决定去找扎西，身为僧侣的噶玛也一同前往。习惯出家人生活的噶玛一开始很难适应世俗生活，但渐渐地也迷恋上尘世间万物，也开始照顾起万玛。然而噶玛突然收到师父仁波切在寺庙圆寂的消息，必须回去处理后事，只能留下万玛一个人。万玛此番在寻找扎西的同时，也开始认识自己，享受自由生活。每走一步，万玛就会变得虔诚、受到感悟。影片最后，扎西安全回家，万玛质问他的去处，之后开始努力过着自己的人生。与此同时，万玛的孩子成为仁波切的转世灵童。

## 演员
- 天列拉姆 饰 万玛
- 索南多登 饰 噶玛
- 丹增达拉 饰 扎西
- 噶玛旺杰古隆 饰 达瓦
- 噶玛夏加（英语：Karma Shakya） 饰 拉姆先生
- 洛丹南林（英语：Loten Namling） 饰 仁波切
- 次仁拉姆古隆 饰 万玛的朋友
- 巴哈杜尔喇嘛 饰 牧羊人

## 制作
电影在喜马拉雅山脉的德尔帕地区拍摄，此地位于尼泊尔和藏区交界处，是海拔4200米至6000米地区最大的人类定居点。

## 发行
电影入选第74屆柏林影展主竞赛单元，争夺金熊奖，2024年2月23日在电影节首映。布鲁塞尔的Best Friend Forever买下电影国际发行权。

## 反响
根据評論匯總网站爛番茄汇总的7篇评论文章，86%的评论家给予该作正面评价，平均打分为8分（满分10分）。

## 奖项
| 年份   | 颁奖礼             | 奖项         | 提名者              | 结果 | 参考          |
| ------ | ------------------ | ------------ | ------------------- | ---- | ------------- |
| 2024年 | 第74屆柏林影展     | 金熊奖       | 明·巴哈杜尔·巴姆    | 提名 | [ 14 ]        |
| 2024年 | 第61屆金馬獎       | 最佳攝影     | 阿兹兹·扎穆巴吉耶夫 | 提名 | [ 15 ] [ 16 ] |
| 2024年 | 第61屆金馬獎       | 最佳造型設計 | Ramlal Khadka       | 提名 | [ 15 ] [ 16 ] |
| 2025年 | 第18届亚洲电影大奖 | 最佳摄影     | 阿兹兹·扎穆巴吉耶夫 | 待定 |               |
| 2025年 | 第18届亚洲电影大奖 | 最佳造型设计 | Ramlal Khadka       | 待定 |               |